# جونز تاون
جونز تاون نام غیر رسمی معبد مردمی در شمال غربی گویان است . یک سازمان مذهبی که تحت رهبری جیم جونز قرار داشت. این محل به صورت بین‌المللی به خاطر مرگ ۹۱۸ نفر بدنام شد. به خاطر وقوع این حادثه این نام بر آن گذاشته شد.

## جونز تاون قبل از مهاجرت دسته جمعی

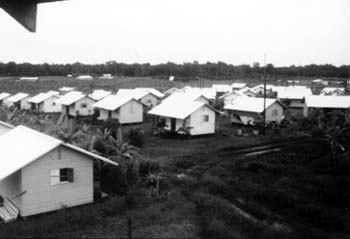
خانه ها در جونز تاون

۵۰۰ عضو فرقه با مهاجرت به منطقه شروع به ساخت و ساز کردند. در سال ۱۹۷۶ دولت گویان اجازه اجاره این منطقه را تایید کرد.